# Lochmaea
Lochmaea es un género de escarabajos de la familia Chrysomelidae. En 1883 Weise describió el género. Esta es la lista de especies que lo componen:
- Lochmaea caprea (Linnaeus, 1758)
- Lochmaea crataegi (Forster, 1771)
- Lochmaea huanggangana (Yang & Wang in Yang, Wang & Wu, 1998)
- Lochmaea joliveti Cobos, 1955
- Lochmaea lesagei Kimoto, 1996
- Lochmaea limbata Pic, 1908
- Lochmaea maculata Kimoto, 1979
- Lochmaea nepalica Medvedev, 2005
- Lochmaea scutellata Chevrolat, 1840
- Lochmaea singalilaensis Takizawa, 1990
- Lochmaea smetanai Kimoto, 1996
- Lochmaea suturalis (Thomson, 1866)